# خلیجک کادیس

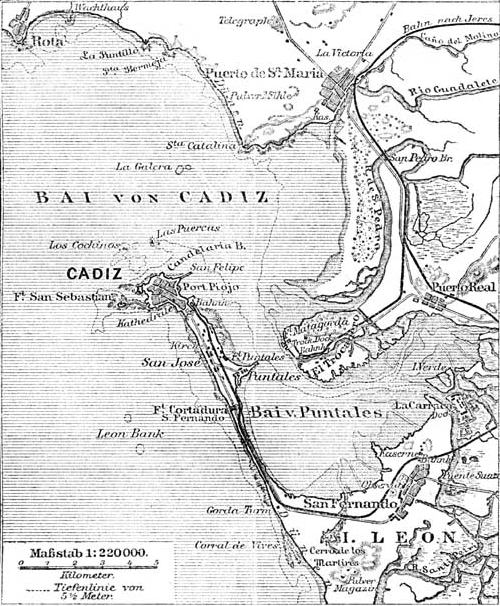
خلیج کادیس، ۱۸۸۸

کادیس خلیجی است در ساحل جنوبی کشور اسپانیا.